# Dino Lilli
Dino Lilli (Perugia, 25 agosto 1898 – Perugia, 30 maggio 1971) è stato un architetto italiano, che operò principalmente in Umbria nel XX secolo.
Appartenente ad una famiglia di costruttori, si diplomò "Professore di disegno" presso l'Accademia di Belle Arti di Perugia, dove fu allievo di Ugo Tarchi. Il titolo di Architetto gli venne conferito, secondo la normativa allora vigente, dopo cinque anni di esercizio della professione.
Fu influenzato dallo stile liberty e successivamente dalle correnti razionaliste (Cinema Teatro Lilli, 1942).
Nel 1927 viene nominato Cavaliere del Regno d'Italia.
Progettò e seguì la realizzazione dell'ampliamento del Palazzo Gallenga in Perugia, sede della Università per Stranieri di Perugia e la ristrutturazione negli anni '30 della allora sede centrale della Cassa di Risparmio di Perugia, Palazzo Lippi Alessandri.
Tra i lavori più significativi, a Perugia il Palazzo Lilli, il Palazzo Ex-Combattenti. A Todi, il Molino Cappelletti. A Bastia Umbra, lo stabilimento Petrini e Casa Petrini. A Foligno, il Cinema Teatro Politeama Clarici.
Negli anni '50 contribuì, secondo studi recenti, alla realizzazione di importanti plessi di abitazioni popolari con l'Istituto Autonomo Case Popolari di Perugia, in particolare a Città di Castello.
Fu Presidente dell'Associazione Industriali Provinciale di Perugia (Confindustria) dal 1951 al 1966.